# Spinotarsus unicus
Spinotarsus unicus är en mångfotingart som beskrevs av Kraus 1960. Spinotarsus unicus ingår i släktet Spinotarsus och familjen Odontopygidae. Inga underarter finns listade i Catalogue of Life.